# Viki
Viki je vesnice v estonském kraji Saaremaa, samosprávně patřící do obce Saaremaa. Vesnice se nachází na západním okraji ostrova Saaremaa, přibližně 3 km jihovýchodně od městečka Kihelkonna, na silnici Kuressaare–Kihelkonna. Podle sčítání lidu roku 2000 zde žilo 79 obyvatel. Vesnice je známa hlavně díky zdejšímu Selskému muzeu Mihkli, skanzenu vzniklému ze stejnojmenného statku.

## Dějiny
Vznik vesnice se datuje do roku 1592, kdy se zde usídlil jistý Ficke Clement (pravděpodobně Švéd). Ve 2. polovině 17. století jsou zde zmiňovány polnosti sedláka jménem Vicke Simon. Během 18. století k původní usedlosti přibyly další, které byly označovány týmž jménem — 1745 dokládají listiny již pět usedlostí s přídomkem Wicki, a 1778 se poprvé objevuje i podoba „vesnice Viki“ (Dorf Wicki).
Nové osidlování v 18. století bylo iniciováno pajumõiským panským statkem, k němuž vznikající vesnice vrchnostensky náležela. Církevně však byla vzhledem k poloze zahrnuta do farnosti Kihelkonna. Roku 1823 pak byla celá postoupena kihelkonnskému farnímu statku.
Postupný rozvoj vesnice výrazně urychlila pozemková reforma roku 1919, avšak následně zcela zastavila sovětská, nacistická a druhá sovětská okupace. Po ztrátách 2. světové války byla část obyvatelstva sovětskými okupanty deportována, násilná kolektivizace a bezohledné kolchozní hospodaření vedly k sociálnímu i fyzickému rozpadu tradiční vesnice.
Neblahý vývoj vesnice však vedl i ke vzniku její dnešní dominanty, selského muzea v usedlosti Mihkli. Ta byla po válce stejně jako celá vesnice postižena kolektivizací — polnosti byly převedeny do majetku místního kolchozu, který posléze zabavil i některé budovy samotné usedlosti. Poslednímu majiteli usedlosti Jakobu Rehtovi se však podařilo v roce 1958 najít možnost, jak zachránit usedlost před zničením — nabídl ji státu k dispozici jako selské muzeum. Díky tomuto kroku zůstala centrální usedlost vesnice zachována ve své někdejší podobě, zatímco většina ostatních usedlostí během sovětské okupace o svou původní tvářnost přišla, nebo zmizela zcela.

## Pamětihodnosti
Pamětihodnosti vesnice jsou soustředěny do selského muzea Mihkli. Jedná se o zachované budovy někdejší usedlosti Mihkli — obytný dům, sýpka, stará a nová stodola, chlév, kovárna, vozovna, letní kuchyně a sauna. Součástí na selskou usedlost nezvykle rozsáhlého komplexu byl i sloupový větrný mlýn z roku 1860, který ovšem v roce 1994 vyhořel a byl nahrazen novodobou kopií.

## Slavní rodáci
- Peeter Süda (1883–1920), varhaník a skladatel

## Galerie

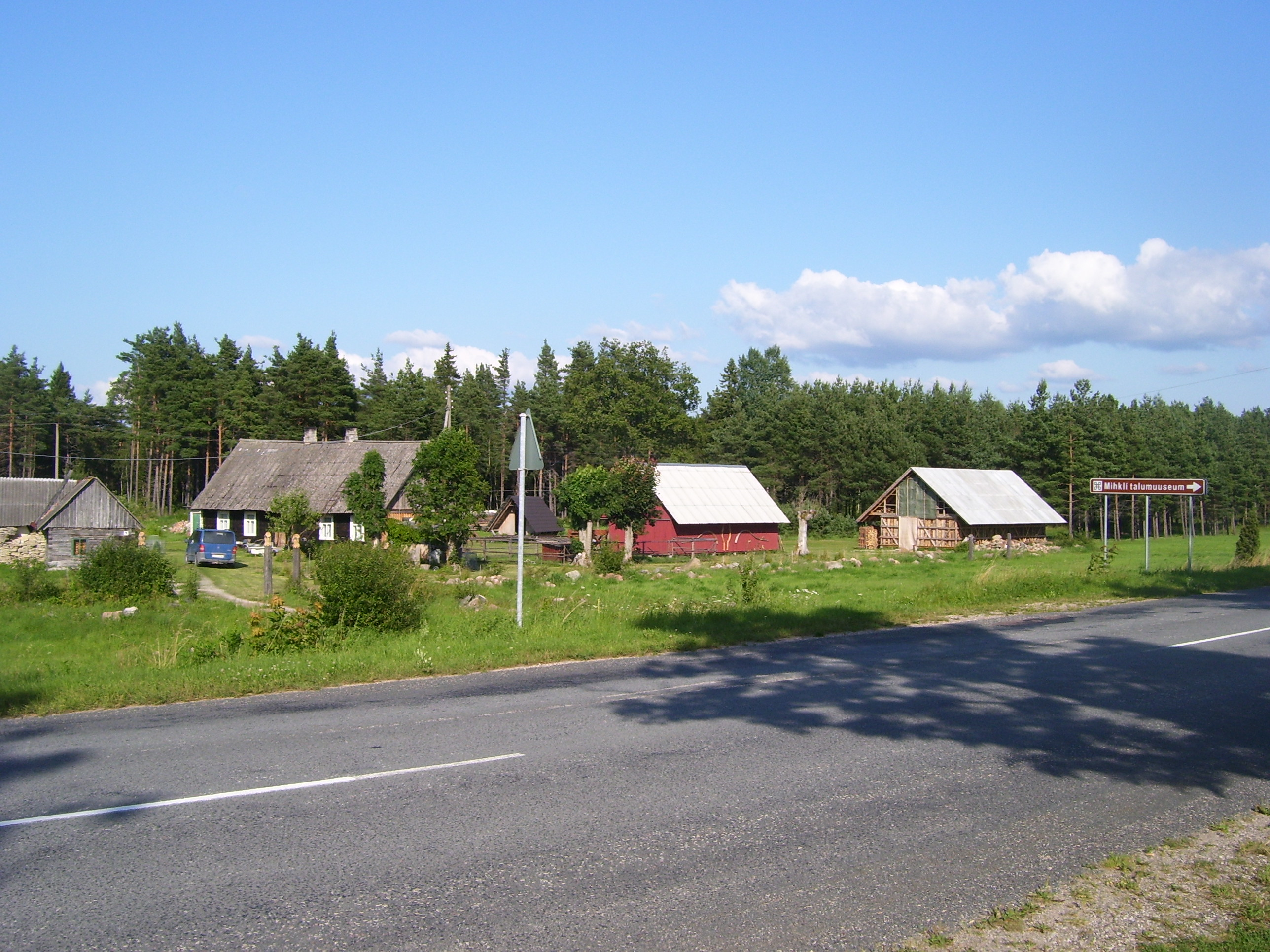
Novější vesnická zástavba
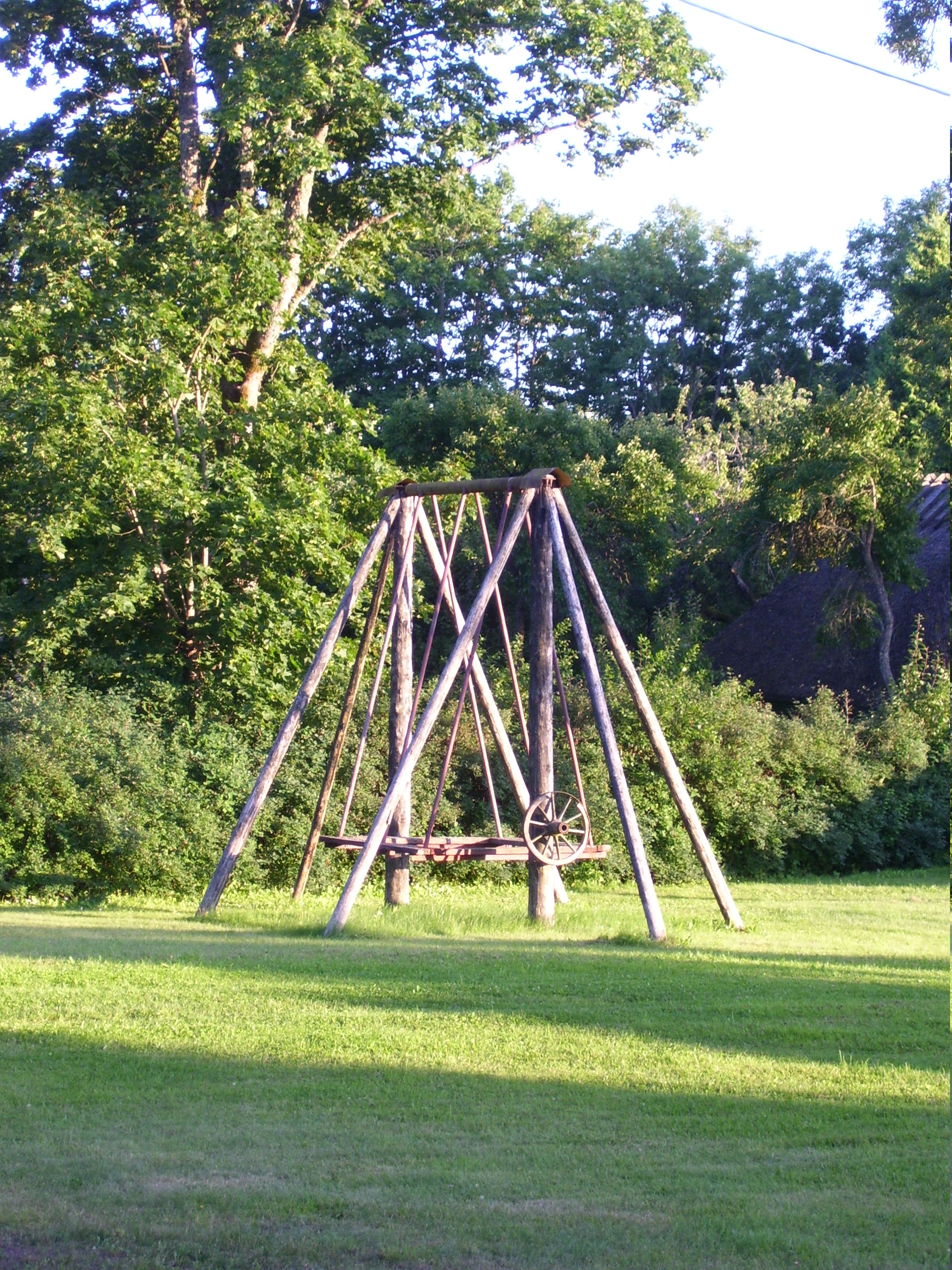
Tradiční vesnická houpačka západně od usedlosti Mihkli
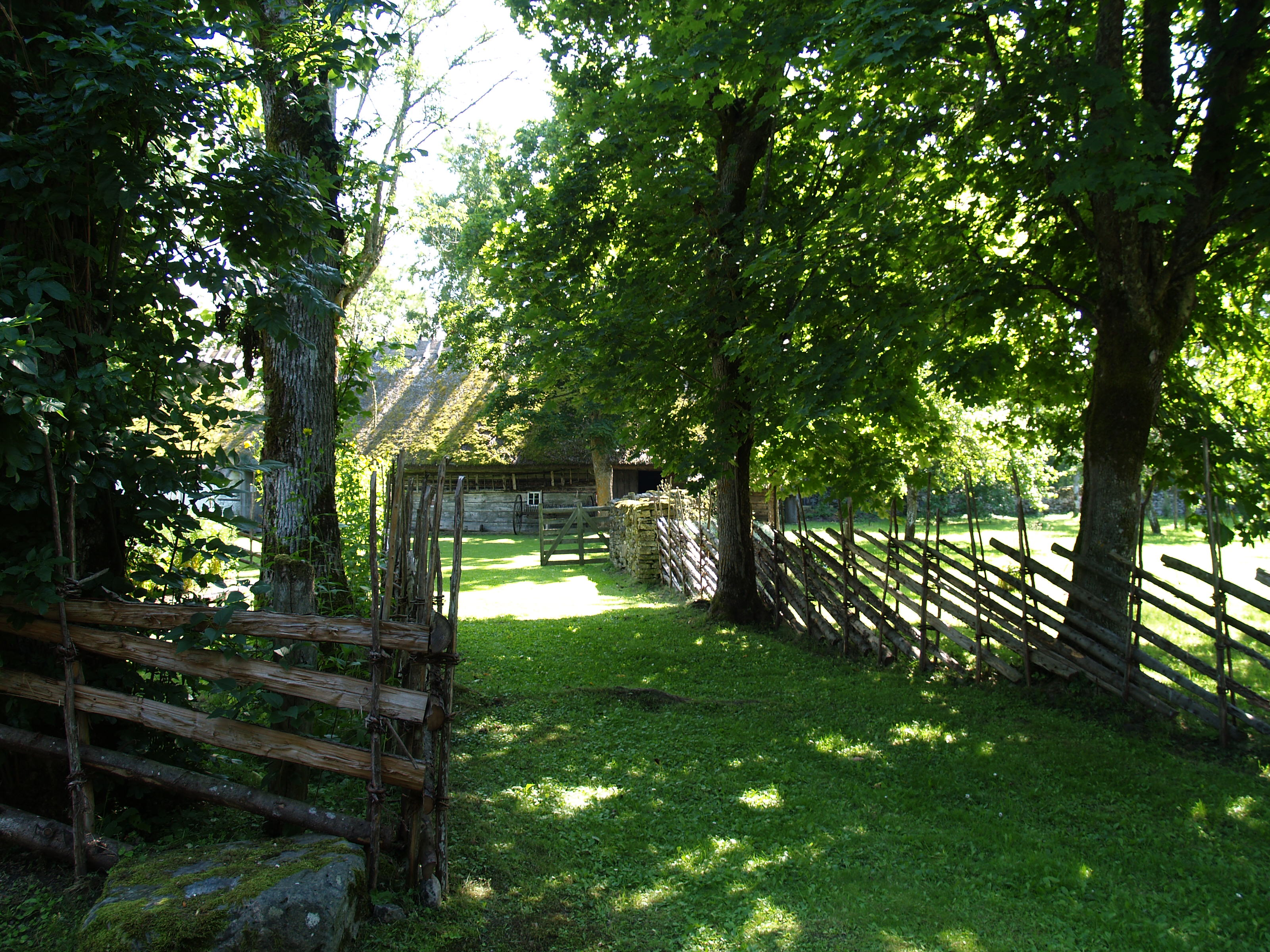
Usedlost Mihkli — někdejší průhon
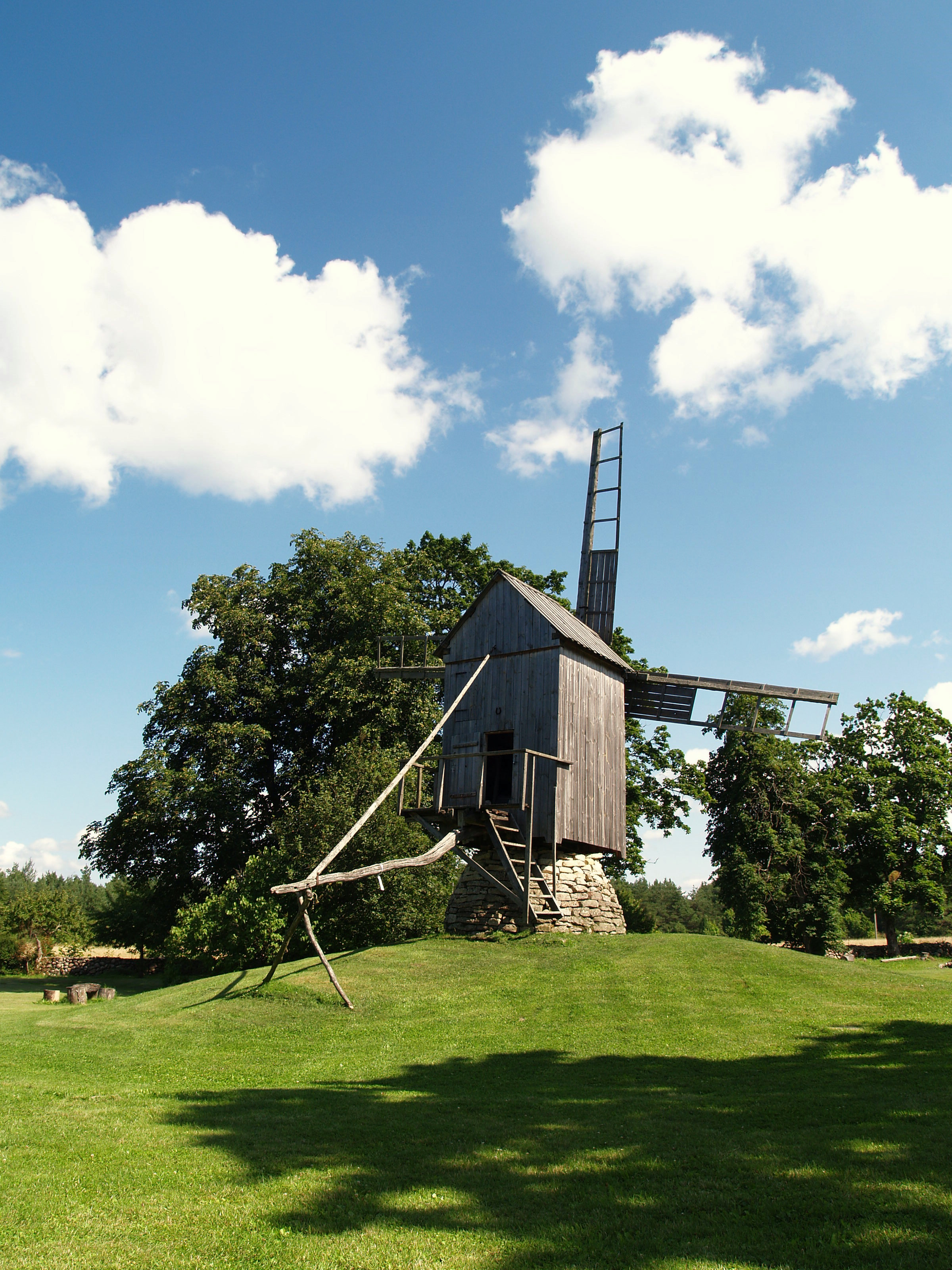
Usedlost Mihkli — větrný mlýn